# 明前町
明前町（めいぜんちょう）は、愛知県名古屋市瑞穂区の地名。丁目は設定されていない。住居表示実施地域。

## 地理
名古屋市瑞穂区南西部に位置する。東は神穂通、西は内浜町、南は南浜通、北は塩入町に接する。ほぼ全域が工業地帯であり、中小規模の工場が密集している。高度経済成長期より人口が減少していたが、1990年代後半よりマンションの建設で人口が回復しつつある。

## 歴史

### 地名の由来
熱田東町の旧字神明前に由来する。

### 沿革
- 1960年（昭和35年）3月20日 - 瑞穂区熱田東町字内浜・神明前・浜新開の各一部により、同区明前町1～3丁目として成立[1]。
- 1990年（平成2年）11月5日 - 南浜町3丁目の全部および神穂通1～3丁目・熱田東町字浜新開の各一部を編入し、住居表示を実施[9]。

## 世帯数と人口
2019年（平成31年）3月1日現在の世帯数と人口は以下の通りである。
| 町丁   | 世帯数  | 人口    |
| ------ | ------- | ------- |
| 明前町 | 514世帯 | 1,034人 |

### 人口の変遷
国勢調査による人口の推移
| 1960年（昭和35年） | 935人 | [ 10 ] |  |
| 1965年（昭和40年） | 880人 | [ 10 ] |  |
| 1970年（昭和45年） | 658人 | [ 11 ] |  |
| 1975年（昭和50年） | 486人 | [ 11 ] |  |
| 1980年（昭和55年） | 400人 | [ 12 ] |  |
| 1985年（昭和60年） | 366人 | [ 12 ] |  |
| 1990年（平成2年）  | 314人 | [ 13 ] |  |
| 1995年（平成7年）  | 420人 | [ 14 ] |  |
| 2000年（平成12年） | 470人 | [ 15 ] |  |
| 2005年（平成17年） | 528人 | [ 16 ] |  |
| 2010年（平成22年） | 737人 | [ 17 ] |  |

## 学区
市立小・中学校に通う場合、学校等は以下の通りとなる。また、公立高等学校に通う場合の学区は以下の通りとなる。
| 番・番地等 | 小学校               | 中学校               | 高等学校 |
| ---------- | -------------------- | -------------------- | -------- |
| 全域       | 名古屋市立穂波小学校 | 名古屋市立田光中学校 | 尾張学区 |

## 施設
- エルモ社本社[7]北緯35度6分48秒 東経136度55分18.7秒 / 北緯35.11333度 東経136.921861度
- 中日電子本社北緯35度6分48.6秒 東経136度55分15.3秒 / 北緯35.113500度 東経136.920917度
- 名古屋市上下水道局内浜ポンプ所[8]北緯35度6分33.3秒 東経136度55分19.5秒 / 北緯35.109250度 東経136.922083度

## 交通
- 国道1号[8]

## その他

### 日本郵便
- 郵便番号 : 467-0852[4]（集配局：瑞穂郵便局[20]）。